# Mara (Zaragoza)
Mara es un municipio y localidad española de la provincia de Zaragoza, en la comunidad autónoma de Aragón. El término municipal, ubicado en la comarca de la Comunidad de Calatayud, tiene una población de 161 habitantes (INE 2024).

## Accesos
Tradicionalmente, los accesos al pueblo han sido por la carretera autonómica  A-1504, la cual conecta Calatayud con Cariñena pasando por los distintos pueblos del valle del Perejiilles como Torres, Belmonte o Villalba.

## Geografía
El municipio tiene un área de 21,09 km². Se ubica a unos 15 km de la ciudad de Calatayud, bajo las faldas de la sierra de Vicor, en el valle que forma el pequeño río Perejiles.

## Historia
En las cercanías de Mara, concretamente en el denominado Poyo de Mara, se encuentran restos arqueológicos pertenecientes a la antigua ciudad celtíbera de Segeda. 
A mediados del siglo XIX, el lugar tenía contabilizada una población de 281 habitantes. Aparece descrito en el decimoprimer volumen del Diccionario geográfico-estadístico-histórico de España y sus posesiones de Ultramar de Pascual Madoz de la siguiente manera:

MARA: l. con ayunt. de la prov. y aud. terr. de Zaragoza (12 leg.), c. g. de Aragon, part. jud. de Daroca (4), y dióc. de Tarazona (13): sit. en terreno algo llano y á la izq. del r. Miedes ó Peregil: le baten generalmente los vientos del N.; su clima es templado, y las enfermedades mas comunes tercianas y pulmonías. Tiene 100 casas, que forman 7 estrechas calles y una plaza: casa de ayunt. y cárcel; escuela de niños, á la que concurren 12, dotada con 1,100 rs.; igl. parr. (San Andrés Apóstol), proveida por el capítulo en comun, que se compone de 5 beneficiados; 3 ermitas (San Fabian, Sta. Brígida y San Roque) á corta dist. del pueblo, y un cementerio á 50 pasos N. del mismo. Los vec. se surten para sus usos del agua de una fuente de buena calidad. Confina el térm. por N. con Belmonte (part. de Calatayud); E. con Ruesca; S. Miedes, y O. Velilla y Morata de Jiloca: su estension es de 1/2 leg. en todas direcciones; en él hay una deh. de propios á 1/4 leg. de la pobl. El terreno es secano y de regadío, que fertiliza en sus avenidas el r. Peregil. caminos: los que conducen á Miedes, Belmonte, Fuentes, Ruesca y Orera, en mal estado. El correo se recibe por balijero de Calatayud 4 veces á la semana. prod.: trigo, cebada, cáñamo y legumbres: mantiene ganado lanar, y hay alguna caza de conejos, liebres y perdices. ind.: la agrícola, con un molino harinero. pobl.: 59 vec., 281 alm. cap. prod.: 990,461 rs. imp.: 58,200. contr.: 12,529; el presupuesto municipal asciende á 2,817 rs. que se cubre de propios y reparto vecinal.
(Madoz, 1848, p. 208)

## Demografía
Mara cuenta con una población de 161 habitantes (INE 2024).
{{Gráfica de evolución|color_2=OceanBlue|color_3=OceanBlue|tipo=demográfica|posición=center|anchura=700px|nombre= Mara|1842|281|1857|571|1860|573|1877|617|1887|566|1897|673|1900|706|1910|784|1920|780|1930|826|1940|844|1950|768|1960|656|1970|523|1981|341|1991|245|2001|202|2011|191|2021|168|notas=     Población de derecho según los censos de población del INE.}     Población de hecho según los censos de población del INE

## Administración y política
| Período   | Alcalde                     | Partido |  |
| --------- | --------------------------- | ------- |  |
| 1977-1983 | Mariano Domínguez Lobera    | CD      |  |
| 1983-1987 | Herminio Gil                |         |  |
| 1987-1991 | Herminio Gil                |         |  |
| 1991-1995 | Herminio Gil                |         |  |
| 1995-1999 | Roberto Ibarra de la Muela  | PSOE    |  |
| 1999-2003 | Roberto Ibarra de la Muela  | PSOE    |  |
| 2003-2007 | Roberto Ibarra de la Muela  | PSOE    |  |
| 2007-2011 | Roberto Ibarra de la Muela  | PSOE    |  |
| 2011-2015 | Roberto Ibarra de la Muela  | PSOE    |  |
| 2015-2019 | Javier Francisco Peiró Ruiz | PSOE    |  |
| 2019-2023 | Javier Francisco Peiró Ruiz | PSOE    |  |
| 2023-20-  | Javier Francisco Peiró Ruiz | PSOE    |  |

| Partido político    | Partido político                                   | 2003   | 2007   | 2011   | 2015   |
| Partido político    | Partido político                                   | Ediles | Ediles | Ediles | Ediles |
|                     | Partido de los Socialistas de Aragón (PSOE-Aragón) | 5      | 5      | 4      | 3      |
|                     | Partido Aragonés (PAR)                             | —      | —      | 1      | 1      |
|                     | Ciudadanos (CS)                                    | —      | —      | —      | 1      |
|                     | Partido Popular de Aragón (PP)                     | —      | —      | —      | —      |
|                     | Chunta Aragonesista (CHA)                          | —      | —      | —      | —      |
| Total de concejales | Total de concejales                                | 5      | 5      | 5      | 5      |

## Patrimonio
Monumentos destacables son la torre de su iglesia parroquial de San Andrés apóstol, de mudéjar tardío rematada por un chapitel barroco, además de su bello interior reformado en la época barroca con un retablo dedicado a San Andrés rematado por un medallón de María Santísima, y para cerrar el remate, un gran espíritu santo. Se conserva una reliquia pequeña de san Andrés.

## Fiestas
Sus fiestas mayores, se celebran en honor a los Santos Fabián y Sebastián, ambos patronos del pueblo, el 20 de enero. Otras fiestas muy destacadas son las de San Pascual Bailón el 17 de mayo; y las de verano dedicadas a San Roque el 16 de agosto. Por otra parte ya no se celebra ni Santa Brígida ni San Andrés.

## Educación
Las escuelas de Mara han sido siempre un lugar de reunión y de encuentro para los habitantes del pueblo. En un principio, se situaban en la Casa Consistorial, en la plaza. A mediados del siglo XX, tras la necesidad de nuevas instalaciones, se contruyenton las nuevas escuelas. Actualmente, este centro escolar forma parte del C.R.A. Tres Riberas (Centro Rural Agrupado). Entre las distintas localidades de la ribera del río Perejiles  se encuentra el servicio de autobús para ir a estudiar al Instituto de Educación Secundaria de Calatayud.

## Galería

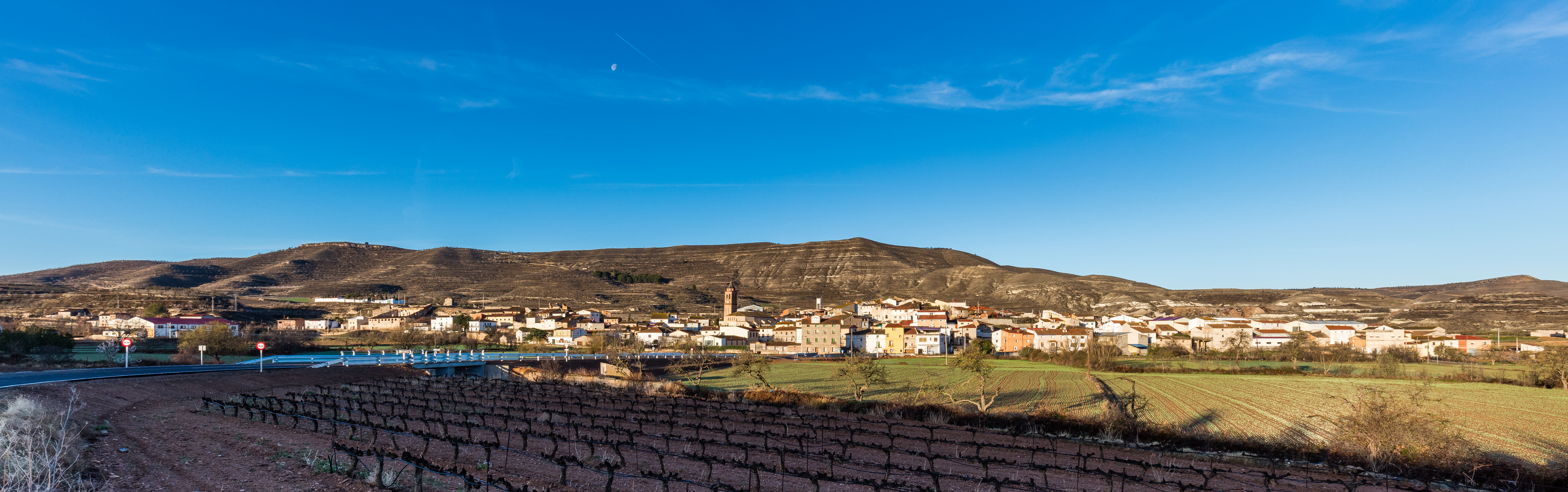
Vista general
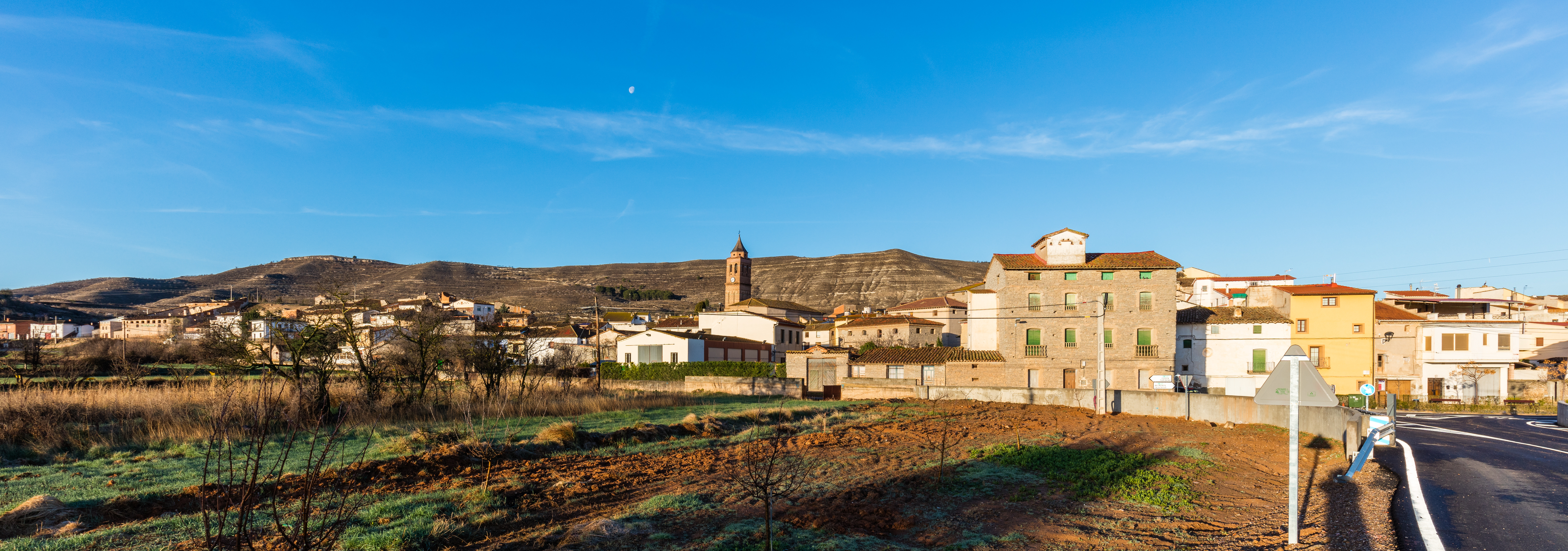
Otra vista general
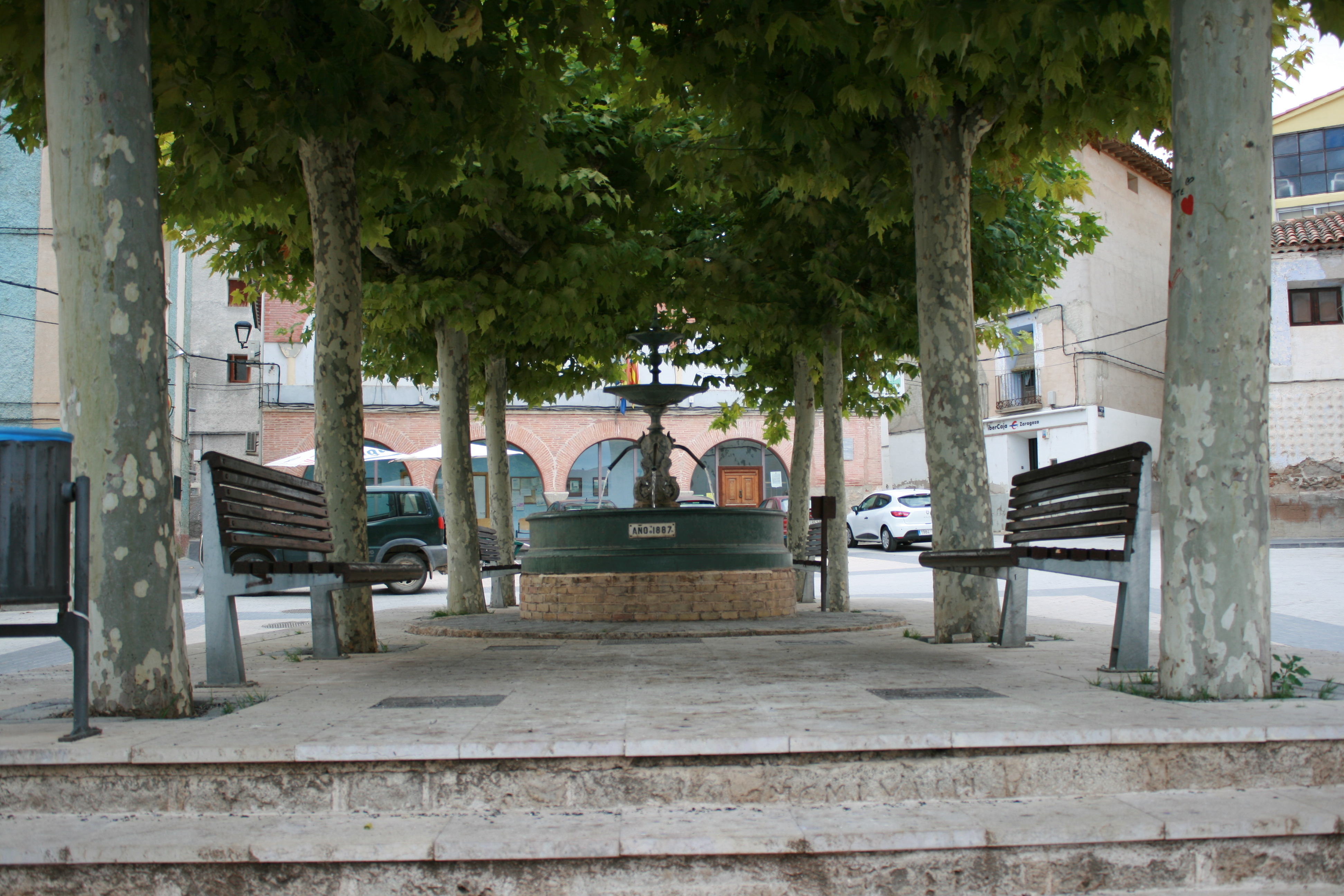
Fuente de la plaza